# إعصار كوبرا
إعصار كوبرا، المعروف أيضا باسم إعصار عام 1944 أو إعصار هالسي (اللذي سمي على اسم الاميرال ويليام "بول"هالسي)، كان تعيين البحرية الأمريكية لإعصار استوائي قوي ضرب أسطول المحيط الهادئ للولايات المتحدة في ديسمبر 1944، خلال الحرب العالمية الثانية.
كانت فرقة العمل TF38 تعمل على بعد حوالي 480 كم شرق لوزون في البحر الفلبيني، حيث شنت غارات جوية على المطارات اليابانية في الفلبين. كان الأسطول يحاول تزويد سفنه بالوقود، ولا سيما المدمرات الاحف وزنا، واللتي كانت بها خزانات وقود صغيرة. مع تدهور الطقس، أصبح من الصعب على نحو متزايد التزود بالوقود، وكان لا بد من وقف المحاولات. على الرغم من علامات التحذير من تدهور الظروف، ظلت السفن في المحطة. والاسوأ من ذلك، ان المعلومات المقدمة إلى هالسي حول موقع وإتجاه الإعصار كانت غير دقيقة. في 17 ديسمبر، أبحر هالسي عن غير قصد بالأسطول الثالث في وسط الإعصار.